# 中国学区房
学区房是中华人民共和国学区範圍內的房屋，學區房居民的孩子可以免费免試就讀學區內的学校。
学区房的概念最早出現于1995年，当时中国修改了法律，禁止名校招收非周邊地區的学生，目的是讓一些不太優質的学校也能招滿學生。然而实际的结果是，好学校周围的學區房价格也相應上涨，因此有一定經濟條件的人通常会讓子女進入更好的學校學習，會為好學校周邊的學區房支付更高的价格，因此有些地方出台措施打擊價格過高的學區房價格，例如上海多個區出台五年一户政策，規定學區房的居民5年內只有一次就讀周邊學區學校的機會。